# 49ste Césaruitreiking
De 49ste Césaruitreiking, waarbij prijzen werden uitgereikt aan de beste prestaties in Franse films in 2023, vond plaats op 23 februari 2024 in L'Olympia in Parijs. De ceremonie werd georganiseerd door de Académie des arts et techniques du cinéma.
De nominaties werden bekendgemaakt op 24 januari 2024. Grote winnaars waren Anatomie d'une chute van Justine Triet met zes Césars (waaronder beste film en beste regisseur) en Le Règne animal van Thomas Cailley met vijf Césars.
De 49ste uitreiking stond in het teken van een aantal recente MeToo-beschuldigen in de Franse filmwereld. Actrice Judith Godrèche gaf een speech met betrekking tot dit onderwerp en haar eigen ervaringen met regisseur Benoît Jacquot.

## Winnaars en genomineerden
De winnaars staan bovenaan in vet lettertype.

### Beste film
- Anatomie d'une chute van Justine Triet
  - Chien de la casse van Jean-Baptiste Durand
  - Je verrai toujours vos visages van Jeanne Herry
  - Le Procès Goldman van Cédric Kahn
  - Le Règne animal van Thomas Cailley

### Beste regisseur
- Justine Triet - Anatomie d'une chute
  - Catherine Breillat - L'Été dernier
  - Jeanne Herry - Je verrai toujours vos visages
  - Cédric Kahn - Le Procès Goldman
  - Thomas Cailley - Le Règne animal

### Beste acteur
- Arieh Worthalter - Le Procès Goldman
  - Romain Duris - Le Règne animal
  - Benjamin Lavernhe - L'Abbé Pierre
  - Melvil Poupaud - L'Amour et les Forêts
  - Raphaël Quenard - Yannick

### Beste actrice
- Sandra Hüller - Anatomie d'une chute
  - Marion Cotillard - Little Girl Blue
  - Léa Drucker - L'Été dernier
  - Virginie Efira - L'Amour et les Forêts
  - Hafsia Herzi - Le Ravissement

### Beste acteur in een bijrol
- Swann Arlaud - Anatomie d'une chute
  - Anthony Bajon - Chien de la casse
  - Arthur Harari - Le Procès Goldman
  - Pio Marmaï - Yannick
  - Antoine Reinartz - Anatomie d'une chute

### Beste actrice in een bijrol
- Adèle Exarchopoulos - Je verrai toujours vos visages
  - Leïla Bekhti - Je verrai toujours vos visages
  - Galatéa Bellugi - Chien de la casse
  - Élodie Bouchez - Je verrai toujours vos visages
  - Miou-Miou - Je verrai toujours vos visages

### Beste jong mannelijk talent
- Raphaël Quenard - Chien de la casse
  - Julien Frison - Le Théorème de Marguerite
  - Paul Kircher - Le Règne animal
  - Samuel Kircher - L'Été dernier
  - Milo Machado-Graner - Anatomie d'une chute

### Beste jong vrouwelijk talent
- Ella Rumpf - Le Théorème de Marguerite
  - Céleste Brunnquell - La Fille de son père
  - Kim Higelin - Le Consentement
  - Suzanne Jouannet - La Voie royale
  - Rebecca Marder - De grandes espérances

### Beste origineel script
- Justine Triet en Arthur Harari - Anatomie d'une chute
  - Jean-Baptiste Durand - Chien de la casse
  - Jeanne Herry - Je verrai toujours vos visages
  - Nathalie Hertzberg en Cédric Kahn - Le Procès Goldman
  - Thomas Cailley en Pauline Munier - Le Règne animal

### Beste bewerkt script
- Valérie Donzelli en Audrey Diwan - L'Amour et les Forêts
  - Vanessa Filho - Le Consentement
  - Catherine Breillat - L'Été dernier

### Beste decors
- Stéphane Taillasson - Les Trois Mousquetaires: D'Artagnan en Les Trois Mousquetaires: Milady
  - Emmanuelle Duplay - Anatomie d'une chute
  - Angelo Zamparutti - Jeanne du Barry
  - Toma Baquéni - La Passion de Dodin Bouffant
  - Julia Lemaire - Le Règne animal

### Beste kostuums
- Ariane Daurat - Le Règne animal
  - Jürgen Doering - Jeanne du Barry
  - Pascaline Chavanne - Mon crime
  - Tran Nu Yên Khê - La Passion de Dodin Bouffant
  - Thierry Delettre - Les Trois Mousquetaires: D'Artagnan en Les Trois Mousquetaires: Milady

### Beste cinematografie
- David Cailley - Le Règne animal
  - Simon Beaufils - Anatomie d'une chute
  - Jonathan Ricquebourg - La Passion de Dodin Bouffant
  - Patrick Ghiringhelli - Le Procès Goldman
  - Nicolas Bolduc - Les Trois Mousquetaires: D'Artagnan en Les Trois Mousquetaires: Milady

### Beste montage
- Laurent Sénéchal - Anatomie d'une chute
  - Francis Vesin - Je verrai toujours vos visages
  - Valérie Loiseleux - Little Girl Blue
  - Yann Dedet - Le Procès Goldman
  - Lilian Corbeille - Le Règne animal

### Beste geluid
- Fabrice Osinski, Raphaël Sohier, Matthieu Fichet en Niels Barletta - Le Règne animal
  - Julien Sicart, Fanny Martin, Jeanne Deplancq en Olivier Goinard - Anatomie d'une chute
  - Rémi Daru, Guadalupe Cassius, Loïc Prian en Marc Doisine - Je verrai toujours vos visages
  - Erwan Kerzanet, Sylvain Malbrant en Olivier Guillaume - Le Procès Goldman
  - David Rit, Gwennolé Le Borgne, Olivier Touche, Cyril Holtz en Niels Barletta - Les Trois Mousquetaires: D'Artagnan en Les Trois Mousquetaires: Milady

### Beste filmmuziek
- Andrea Laszlo De Simone - Le Règne animal
  - Gabriel Yared - L'Amour et les Forêts
  - Delphine Malausséna - Chien de la casse
  - Vitalic - Disco Boy
  - Guillaume Roussel - Les Trois Mousquetaires: D'Artagnan en Les Trois Mousquetaires: Milady

### Beste visuele effecten
- Cyrille Bonjean, Bruno Sommier en Jean-Louis Autret - Le Règne animal
  - Thomas Duval - Acide
  - Lise Fischer en Cédric Fayolle - La Montagne
  - Olivier Cauwet - Les Trois Mousquetaires: D'Artagnan en Les Trois Mousquetaires: Milady
  - Léo Ewald - Vermines

### Beste debuutfilm
- Chien de la casse van Jean-Baptiste Durand
  - Bernadette van Léa Domenach
  - Le Ravissement van Iris Kaltenbäck
  - Vermines van Sébastien Vaniček
  - Vincent doit mourir van Stéphan Castang

### Beste animatiefilm
- Linda veut du poulet ! van Chiara Malta en Sébastien Laudenbach
  - Interdit aux chiens et aux Italiens van Alain Ughetto
  - Mars Express van Jérémie Périn

### Beste documentaire
- Les Filles d'Olfa van Kaouther Ben Hania
  - Atlantic Bar van Fanny Molins
  - Little Girl Blue van Mona Achache
  - Notre corps van Claire Simon
  - Sur l'Adamant van Nicolas Philibert

### Beste buitenlandse film
- Simple comme Sylvain van Monia Chokri •  - 
  - Rapito van Marco Bellocchio • 
  - Kuolleet lehdet van Aki Kaurismäki • 
  - Oppenheimer van Christopher Nolan •  et 
  - Perfect Days van Wim Wenders •  -

### Beste korte film
- L'Attente
  - Boléro
  - Rapide
  - Les Silencieux

### Beste korte animatiefilm
- Été 96
  - Drôles d'oiseaux
  - La Forêt de Mademoiselle Tang

### Beste korte documentaire
- La Mécanique des fluides
  - L'Acteur, ou la surprenante vertu de l'incompréhension
  - L'Effet de mes rides

### Ere-César(César d'honneur)
- Christopher Nolan[4]
- Agnès Jaoui

## Films met meerdere nominaties
De volgende films ontvingen meerdere nominaties:
| Nominaties | Film                                | Césars |
| ---------- | ----------------------------------- | ------ |
| 12         | Le Règne animal                     | 5      |
| 11         | Anatomie d'une chute                | 6      |
| 9          | Je verrai toujours vos visages      | 1      |
| 8          | Le Procès Goldman                   | 1      |
| 7          | Chien de la casse                   | 2      |
| 6          | Les Trois Mousquetaires: D'Artagnan | 1      |
| 6          | Les Trois Mousquetaires: Milady     | 1      |
| 4          | L'Été dernier                       |        |
| 4          | L'Amour et les Forêts               | 1      |
| 3          | Little Girl Blue                    |        |
| 3          | La Passion de Dodin Bouffant        |        |
| 2          | Le Consentement                     |        |
| 2          | Jeanne du Barry                     |        |
| 2          | Le Ravissement                      |        |
| 2          | Le Théorème de Marguerite           | 1      |
| 2          | Vermines                            |        |
| 2          | Yannick                             |        |